# Eusebio Bardají Azara
Eusebio Bardají Azara (Graus, Huesca, 19 de diciembre de 1776-Huete, Cuenca, 7 de marzo de 1842) fue un abogado, diplomático y político español.

## Biografía
Era miembro de la poderosa familia altoaragonesa de los Bardají, siendo hijo de José de Bardaxí, justicia general del Condado de Benabarre y comisario general en la guerra de Cataluña; su madre, María Ana de Azara Perera, era hermana de los famosos Félix , Eustaquio segundo obispo de Ibiza y obispo de Barcelona y José Nicolás diplomático, destinado en Roma. Además, sus hermanos también llegaron a ser personajes ilustres, siendo estos Anselmo Bardají Azara y Dionisio Bardají y Azara.
Cursó los estudios de Derecho en Zaragoza y en el Colegio Español de San Clemente, Bolonia. Al terminar los mismos estuvo destinado como diplomático en la misma Bolonia, y con posterioridad en París, con su tío el embajador Azara, donde apoyó activamente al papa Pío VII, cautivo de Napoleón en Fontainebleau. Contó para esta labor con el apoyo del cardenal Lorenzana.
Trabajó como secretario en la embajada de Viena desde 1800, donde más tarde desempeñó el cargo de ministro plenipotenciario de Carlos IV. Cuando estalló la Guerra de la Independencia, regresó a España y formó parte de las Cortes de Cádiz, como primer secretario de las mismas. Ocupó con carácter de interinidad la Secretaría de la Guerra y de Hacienda para ser destinado posteriormente a Lisboa y luego a la corte de San Petersburgo como enviado extraordinario cerca del zar, si bien no llegó a ejercer tal cargo.
Con Fernando VII en el trono regresó a la carrera diplomática, encabezando las misiones de Turín y, brevemente, París. En el marco de su misión en Turín, tomó posesión el 22 de noviembre de 1817 del ducado de Luca como comisario regio nombrado por la soberana, María Luisa de Borbón hermana del monarca español.
De vuelta a España, se hizo cargo de la Secretaría de Estado en el gobierno liberal (4 de marzo de 1821-8 de enero de 1822). Al restaurarse el absolutismo, fue desterrado a Huete (Cuenca). 
Luego pasó a formar parte del llamado Estamento de Próceres creado por el Estatuto de Martínez de la Rosa; desaparecido este estamento, se le designó como senador por la provincia de Cuenca. Fue Ministro de Estado desde el 18 de agosto hasta el 16 de diciembre de 1837 y Presidente del Consejo de Ministros desde el 18 de octubre (interino desde el 18 de agosto) hasta el 16 de diciembre de 1837, tras lo cual se retiró de la política, falleciendo en Huete en marzo del 1844.